# Rhinoderma rufum
Rhinoderma rufum är en groddjursart som först beskrevs av Philippi 1902.  Rhinoderma rufum ingår i släktet Rhinoderma och familjen Rhinodermatidae. IUCN kategoriserar arten globalt som akut hotad. Inga underarter finns listade i Catalogue of Life.